# Milan Petržela
Milan Petržela (* 19. Juni 1983 in Prag) ist ein tschechischer Fußballspieler.

## Vereinskarriere
Milan Petržela spielte in seiner Jugend für TJ Hoštice-Heroltice, Petra Drnovice, Rostex Vyškov, Zeman Brno und erneut FK Drnovice, wo er 2003 auch den Sprung in die Herrenmannschaft schaffte, die zu jenem Zeitpunkt in der zweiten tschechischen Liga spielte.
Im August 2003 wechselte der Mittelfeldspieler zum 1. FC Slovácko in die Gambrinus-Liga. Dort absolvierte er in drei Jahren 70 Erstligaspiele und wurde im Januar 2007 von Sparta Prag verpflichtet. Die Hauptstädter liehen Petržela jedoch im März 2007 an den FK Jablonec aus, bei dem er auf 24 Einsätze kam, bei denen er ein Tor erzielte. Zur Saison 2007/08 kehrte Petržela zu Sparta Prag zurück. Im Januar 2008 wechselte er zu Viktoria Pilsen.
Im Juli 2012 verpflichtete der FC Augsburg Petržela mit einer Vertragslaufzeit bis zum 30. Juni 2015. Sein Vertrag wurde jedoch bereits im Juni 2013 in gegenseitigem Einvernehmen vorzeitig aufgelöst und er kehrte zu Viktoria Pilsen zurück.
Im August 2019 kehrte er zum 1. FC Slovácko zurück.

## Nationalmannschaft
Nach sechs Spielen für die tschechische U20-Auswahl 2003 bestritt Milan Petržela von 2004 bis 2005 14 Spiele für die U-21-Nationalmannschaft. Seit 2010 spielt er für die A-Nationalmannschaft.

## Erfolge
- Tschechischer Meister 2015, 2016, 2018 mit Viktoria Pilsen
- Tschechischer Supercupsieger 2011, 2015 mit Viktoria Pilsen